# Castrul roman Praetorium (Mehadia)
Castrul roman Praetorium (Mehadia) se află la 3 km de localitatea Mehadia, județul Caraș-Severin, pe locul numit de localnici La zidine (Zidina), la distanță aproape egală de localitatea Plugova.